# Эяд Эль-Аскалани
Эяд Эль-Аскалани (араб. إياد العسقلاني‎; род. 24 декабря 2004, Исмаилия) — египетский футболист, защитник клуба «Ростов».

## Клубная карьера
Воспитанник клуба «Исмаили». 15 июля 2023 года в матче против «Аль-Иттихада» дебютировал за команду в чемпионате Египта. 
В начале 2024 года Эль-Аскалани перешёл в российский «Ростов». Дебютировал за клуб 2 апреля 2024 года в выездном кубковом матче против подмосковных «Химок». 14 сентября 2024 года в матче чемпионата России против «Краснодара» (2:0) Эль-Аскалани получил разрыв крестообразной связки колена. В сезоне 2024/25 защитник больше не сыграл.

## Международная карьера
В 2023 году Эль-Аскалани в составе молодёжной сборной Египта принял участие в домашнем молодёжном Кубке Африки. На турнире он сыграл в матче против сборной Сенегала.

## Статистика
| Выступление      | Выступление      | Выступление      | Чемпионат | Чемпионат | Кубки | Кубки | Итого | Итого |
| Клуб             | Лига             | Сезон            | Игры      | Голы      | Игры  | Голы  | Игры  | Голы  |
| ---------------- | ---------------- | ---------------- | --------- | --------- | ----- | ----- | ----- | ----- |
| Исмаили          | Премьер-лига     | 2022/23          | 1         | 0         | 0     | 0     | 1     | 0     |
| Исмаили          | Премьер-лига     | 2023/24          | 9         | 0         | 1     | 0     | 10    | 0     |
| Исмаили          | Итого            | Итого            | 10        | 0         | 1     | 0     | 11    | 0     |
| Ростов           | Премьер-лига     | 2023/24          | 4         | 0         | 2     | 0     | 6     | 0     |
| Ростов           | Премьер-лига     | 2024/25          | 2         | 0         | 1     | 0     | 3     | 0     |
| Ростов           | Итого            | Итого            | 6         | 0         | 3     | 0     | 9     | 0     |
| Всего за карьеру | Всего за карьеру | Всего за карьеру | 16        | 0         | 4     | 0     | 20    | 0     |

1. ↑  Кубок Египетской лигиen, Кубок России.